# Família Disney
A família Disney foi uma proeminente família de cineastas americanos.

## Descrição
O sobrenome, originalmente d'Isigny ("de Isigny"), é de derivação do francês normando, vindo da cidade de Isigny-sur-Mer. Os Disneys, entre outros, descendem de normandos que se estabeleceram na Irlanda por volta do século XI.

## Elias Disney
Elias Charles Disney (1859–1941) nasceu na vila rural de Bluevale, onde hoje é Ontário, Canadá, filho dos imigrantes protestantes irlandeses Kepple Elias Disney (1832–1891) e Mary Richardson (1838–1909). Ambos os pais emigraram da Irlanda para o Canadá ainda crianças, acompanhando os pais.
Disney se casou com Flora Call em 1° de janeiro de 1888, em Kismet, Lake County, Flórida. O casal teve cinco filhos:
- Herbert Arthur Disney (8 de dezembro de 1888 – 29 de janeiro de 1961, 72 anos)
- Raymond Arnold Disney (30 de dezembro de 1890 – 24 de maio de 1989, 98 anos)
- Roy Oliver Disney (24 de junho de 1893 – 20 de dezembro de 1971, 78 anos)
- Walter "Walt" Elias Disney (5 de dezembro de 1901 – 15 de dezembro de 1966, 65 anos)
- Ruth Flora Disney (6 de dezembro de 1903 – 7 de abril de 1995, 91 anos)

## Família Roy O. Disney
Roy Oliver Disney (24 de junho de 1893 – 20 de dezembro de 1971) foi um empresário americano e co-fundador da The Walt Disney Company. Roy foi casado com Edna Francis de abril de 1925 até sua morte.
Seu filho, Roy Edward Disney (10 de janeiro de 1930 – 16 de dezembro de 2009), foi um antigo executivo sênior da Walt Disney Company e o último membro da família Disney a se envolver ativamente na empresa. Disney era frequentemente comparado a seu tio e pai. Ele tinha dois filhos e duas filhas; sua filha Abigail Disney é uma documentarista.

## Família Walt Disney
Walter "Walt" Elias Disney (5 de dezembro de 1901 – 15 de dezembro de 1966) foi um empresário, animador, escritor, dublador e produtor de cinema americano que fundou o Disney Brothers Studio com seu irmão Roy. Ele recebeu 59 indicações ao Oscar, incluindo 22 prêmios: ambos os totais são recordes.
Ele se casou com Lillian Bounds em 1925. Seu casamento gerou duas filhas, Diane (nascida em dezembro de 1933) e Sharon (adotada em dezembro de 1936, nascida seis semanas antes).
Diane se casou com Ronald William Miller, que se tornou presidente da Walt Disney Productions em 1980 e CEO em 1983, antes de ser deposto por Roy E. Disney.

## Legado
Em 2009, o Museu da Família Walt Disney, projetado pela filha da Disney, Diane, e seu filho Walter ED Miller, foi inaugurado no Presidio de San Francisco. O museu foi estabelecido para promover e inspirar criatividade e inovação e celebrar e estudar a vida de Walt Disney.